# Haskell Sadler

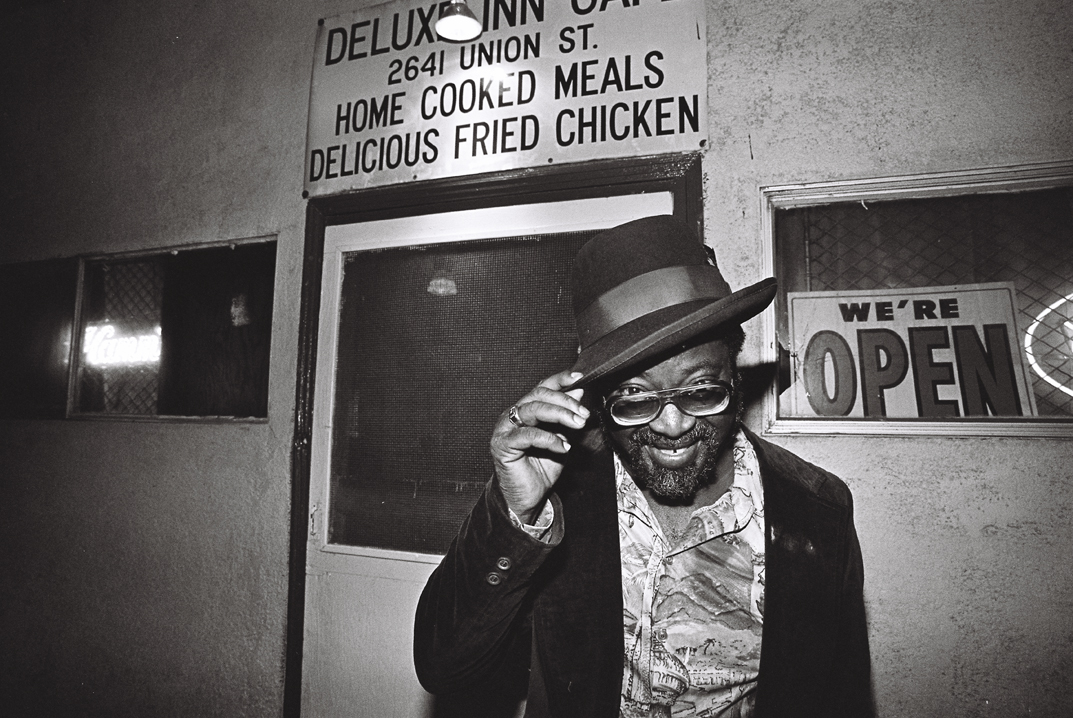
Cool Papa (1979)

Haskell Robert „Cool Papa“ Sadler (* 16. April 1935 in Denver, Colorado, USA; † 6. Mai 1994 in Berkeley, Kalifornien, USA) war ein US-amerikanischer Bluessänger, Songwriter und Gitarrist.
Geboren in Denver, Colorado, zog Sadler 1954 nach Kalifornien, arbeitete in Clubs in der San Francisco Bay Area und machte Plattenaufnahmen. Er spielte mehrmals beim San Francisco Blues Festival. Sadler schrieb 747, aufgenommen von Joe Louis Walker, und Yesterday, aufgenommen von Tiny Powell. In den 1970er Jahren nahm er als „Cool Papa“ für TJ Records auf. Cool Papa erwies sich als eine führende Hand für Gene „Birdlegg“ Pittman, damals ein Neuankömmling in der Bay Area, und Pittman spielte 13 Jahre lang an der Seite von Sadler.
Sadler erkrankte an Diabetes, 1990 musste ein Bein amputiert werden. Er starb 1994 im Alter von 59 Jahren in Berkeley, Kalifornien.